# Naučná vlastivědná stezka Předmostím až do pravěku
Naučná vlastivědná stezka Předmostím až do pravěku, nazývaná také Naučná stezka Předmostím až do pravěku, je okružní naučná stezka na území města Přerov v okrese Přerov v Olomouckém kraji. Nachází se také v nížině Bečevská brána a pohoří Tršická pahorkatina a v etnickém regionu Haná.

## Historie a popis
Nenáročná naučná stezka vede přes části Přerov II-Předmostí, Přerov X-Popovice a Přerov VII-Čekyně. Má délku 7,9 km a je značena modrými značkami. Byla postavena v roce 2006. Začátek i konec okružní stezky je na sídlišti v Předmostí u travertinové plastiky Sonda do pravěku (nedaleko od hřbitova a parkoviště). Nejvyšším geografickým bodem naučné stezky je Čekyňský kopec s nadmořskou výškou 305 m a celkové převýšení stezky je cca 85 m. Hlavním lákadlem je světově významné paleolitické archeologické naleziště Předmostí u Přerova, proslulých lovců mamutů, které je spojené s vykopávkami značného množství mamutích kostí a dokladů lidské činnosti. Spolu s Dolními Věstonicemi se jedná o nejdůležitější naleziště v Česku. Kosterní nálezy a artefakty lze zhlédnout v Památníku lovců mamutů a ve Školním muzeu. Naučná stezka je tedy zaměřena především na pravěkou historii a okrajově i novodobou historii území. 

### Informační panely na stezce
Na stezce je 9 zastavení s informačními panely.
| Informační panel (zastavení) | vzdálenost /km/ | Název                                                                    |
| ---------------------------- | --------------- | ------------------------------------------------------------------------ |
| 1                            | 0,0             | Sonda do Pravěku - Vítejte v Předmostí                                   |
| 2                            | 0,2             | Památník lovců mamutů - Lokalita Skalka                                  |
| 3                            | 0,3             | Skalka - Doby ledové a meziledové                                        |
| 4                            | 0,8             | Hradisko                                                                 |
| 5                            | 1,1             | Školní stezka                                                            |
| 6                            | 3,7             | Přerovská rokle                                                          |
| 7                            | 4,7             | Na Popovickém kopci- Co lovci mamutů neviděli - Svatý Kopeček u Olomouce |
| 8                            | 5,1             | Mamutík Tom                                                              |
| 9                            | 7,8             | Školní muzeum                                                            |